# Relativistische impuls
De relativistische impuls is de grootheid uit de relativiteitstheorie die de plaats inneemt van de impuls uit de klassieke mechanica. De impuls van een voorwerp hangt af van de massa en de snelheid. Van belang is behoud van impuls, dat wil zeggen dat de impuls behouden blijft als twee (of meer) voorwerpen kracht op elkaar uitoefenen. Binnen de speciale relativiteitstheorie is het nodig om nieuwe transformaties van plaats, tijd en daardoor ook snelheid te introduceren om er voor te zorgen dat deze aan het relativiteitsprincipe voldoen. Bij deze relativistische transformaties blijft de impuls uit de klassieke mechanica niet meer behouden. Daardoor is het nodig een nieuwe definitie te ontwikkelen.
De relativistische impuls speelt een cruciale rol binnen de speciale relativiteitstheorie voor het beschrijven van dynamica, dat wil zeggen de beweging van voorwerpen door krachten. Met behulp van de relativistische impuls kan ook de relativistische massa en de relativistische energie gedefinieerd worden waardoor men komt tot de massa-energierelatie: het beroemde {\displaystyle E=mc^{2}}. Ook is het mogelijk de relativistische kracht te definiëren.

## Noodzaak en definitie
In de klassieke mechanica is impuls van een bewegend voorwerp gedefinieerd als het product van massa en snelheid:
{\displaystyle \mathbf {} p_{klassiek}(v)=mv}.
De eenheid van dit moment is 'kg m/s'.
Wanneer twee voorwerpen op elkaar botsen of op een andere manier kracht op elkaar uitoefenen, verandert de totale impuls niet wegens de wet van behoud van impuls. Wanneer er een externe kracht op een voorwerp wordt uitgeoefend, verandert de impuls wel. De toename van de impuls per seconde is gelijk aan de kracht. Binnen de speciale relativiteitstheorie voldoet deze definitie echter niet. Dit blijkt alleen al uit het feit dat de impuls eindeloos kan toenemen wanneer men maar lang genoeg een kracht uitoefent. Dit suggereert dat de snelheid ook eindeloos kan toenemen, terwijl een snelheid binnen de relativiteitstheorie nooit hoger kan worden dan de snelheid van het licht. Er zijn nog andere bezwaren, maar in ieder geval blijkt hieruit de noodzaak om een nieuwe definitie van de impuls te geven.
Binnen de speciale relativiteitstheorie is het met behulp van de lorentztransformatie mogelijk om plaats, tijd en snelheid van een voorwerp te bestuderen in verschillende inertiaalstelsels. Dit betreft de relativistische kinematica. Daarmee gaan we over naar de relativistische dynamica. Voor de definitie van de impuls gaan we uit van de massa 'm' (in kg) die het voorwerp heeft in rust of bij snelheden ver onder de lichtsnelheid. Beweegt het voorwerp met een snelheid 'v' (in m/s) dan is de relativistische impuls gedefinieerd als:
{\displaystyle p(v)={\frac {mv}{\sqrt {1-{\frac {v^{2}}{c^{2}}}}}}=\gamma (v)mv}.
De eenheid van dit moment is 'kg m/s', net als in de klassieke mechanica.
Verder is {\displaystyle \gamma (v)=1/{\sqrt {1-(v/c)^{2}}}} de lorentzfactor.
Wanneer de snelheid veel lager is dan de lichtsnelheid ('c'), kan de noemer uit deze breuk worden verwaarloosd en is de impuls gelijk aan het product van massa (m0) en snelheid.
Voor grotere snelheden wordt de noemer (veel) kleiner dan 1, zodat de relativistische impuls groter is dan de klassieke. Wanneer de snelheid de lichtsnelheid nadert, wordt de impuls oneindig groot. Dit drukt het principe uit de relativiteitstheorie uit, dat de snelheid van het licht niet te halen is. De impuls geeft hiervoor feitelijk een betere indicatie dan de snelheid zelf. Immers, wanneer een voorwerp de snelheid van het licht nadert, kan het nog wel worden versneld door er een kracht op uit te oefenen. De kracht zorgt voor een regelmatige toename van de snelheid, maar bij een gelijke toename van de impuls neemt de snelheid steeds minder toe. Om de snelheid van het licht te halen is oneindig veel tijd nodig, of een oneindig grote kracht.

## Gevolg: Relativistische dynamica
Wanneer de relativistische impuls eenmaal gedefinieerd is, is het mogelijk de beweging van voorwerpen door krachten te beschrijven. Daarvoor worden andere grootheden gedefinieerd.. Om te beginnen is er de relativistische massa. Door vast te houden aan de klassieke definities van impuls als product van massa en snelheid, definieert men een relativistische massa {\displaystyle m_{R}(v)=m\gamma (v)}. Deze massa neemt toe met de snelheid en wordt oneindig wanneer de snelheid gelijk wordt aan de lichtsnelheid. Dit geeft een eenvoudig inzicht waarom het zo moeilijk is een deeltje of voorwerp nog te versnellen als het al bijna de lichtsnelheid heeft. Voor de dynamische beschrijving van beweging in de speciale relativiteitstheorie is deze relativistische massa niet echt nodig. Sommige wetenschappers verkiezen om alleen de rustmassa te gebruiken.
Een tweede grootheid is de kracht. Deze wordt net als in de klassieke mechanica ook binnen de relativiteitstheorie gedefinieerd als de verandering van de impuls in de tijd: {\displaystyle F(v)=dp(v)/dt}. Er is natuurlijk alleen sprake van een kracht als de snelheid, en dus de impuls, verandert in de tijd.
Een derde zeer belangrijke grootheid is de energie. Deze volgt weer uit de definitie van kracht, doordat de verandering van de energie van een voorwerp gelijk is aan de uitgeoefende arbeid, dat wil zeggen het product van kracht en afgelegde weg. Hieruit volgt dat de energie van een bewegend object toeneemt door de snelheid met {\displaystyle E=(m\gamma (v)-m)c^{2}=\Delta mc^{2}}. Dit illustreert de massa-energierelatie. Uit de studie van inelastische botsingen blijkt dat ook andere vormen van energie leiden tot massaverandering, waardoor men komt tot het bekende {\displaystyle E=mc^{2}\gamma (v)=m_{R}c^{2}}.

## Transformatie van impuls (en energie)
Wanneer rustmassa (m) en snelheid (v) van een voorwerp bekend zijn, kan de impuls worden berekend. Een bewegende waarnemer observeert het voorwerp met een andere snelheid (v') en dus ook met een andere impuls. Het is mogelijk de transformatie van de impuls rechtstreeks te bestuderen. Voor een waarnemer die beweegt met snelheid 'u' in dezelfde richting als het voorwerp geldt met transformatie van de relativistische snelheid: {\displaystyle v'=(v-u)/(1-uv/c^{2})}. Daardoor transformeert ook de lorentzfactor:
{\displaystyle \gamma (v')={\frac {1}{\sqrt {1-({\frac {v/c-u/c}{1-uv/c^{2}}})^{2}}}}={\frac {1-uv/c^{2}}{\sqrt {(1-(v/c)^{2})(1-(u/c)^{2})}}}=\gamma (v)\gamma (u)(1-uv/c^{2})}
Met deze transformatie vindt men voor de impuls:
{\displaystyle \mathbf {} p(v')=\gamma (v')mv'=\gamma (u)\gamma (v)m(v-u)=\gamma (u)(p(v)-\gamma (v)mu)}
Voor de waarnemer is de impuls dus vergroot met de lorentzfactor ({\displaystyle \gamma (u)}). Daarnaast komt er een bijdrage bij die afhangt van de snelheid van de waarnemer. Dit laatste gebeurt ook met de impuls in de klassieke mechanica.
Het loont de moeite om ook de transformatie van de energie {\displaystyle \mathbf {} E=\gamma (v)mc^{2}} te beschrijven, want deze gaat op bijna dezelfde wijze:
{\displaystyle \mathbf {} E(v')=\gamma (v')mc^{2}=\gamma (u)\gamma (v)m(1-uv/c^{2})c^{2}=\gamma (u)(E(v)-p(v)mu)}
Wanneer 'u' en 'v' niet dezelfde richting hebben, moeten de componenten van de impuls evenwijdig aan en loodrecht op 'u' worden onderscheiden. Het blijkt dat de evenwijdige component transformeert zoals hierboven, terwijl de loodrechte component door de transformatie niet verandert. Zo komt men tot de algemene transformatie:
{\displaystyle \mathbf {} p_{||}'=\gamma (u)(p_{||}-\gamma (v)mu)=\gamma (u)(p_{||}-Eu/c^{2})}
{\displaystyle \mathbf {} p_{\perp }'=p_{\perp }}
{\displaystyle \mathbf {} E'=\gamma (u)(E-\gamma (v)muv)=\gamma (u)(E-p_{||}u)}
Merk op dat deze transformatie sterk lijkt op de lorentztransformatie voor ruimte en tijd. Impuls en energie zijn binnen de relativiteitstheorie aan elkaar verwant als ruimte en tijd.

## Behoud van impuls (eenvoudig geval)
De definitie van relativistische impuls moet dusdanig zijn dat er behoud van impuls geldt in alle mogelijke inertiaalstelsels. Bestuderen wij dit eerst voor een eenvoudig geval van een symmetrische centrale elastische botsing tussen deeltjes 'A' en 'B'. Dit kan worden beschreven in één dimensie. Deeltje 'A' heeft voor de botsing snelheid 'v' en na de botsing snelheid '-v'. Deeltje 'B' heeft voor de botsing snelheid '-w'. Uit symmetrie blijkt dan dat dit deeltje na de botsing snelheid 'w' moet hebben. Onderzoek nu de impuls in een stelsel S' dat met snelheid 'u' in dezelfde richting beweegt als 'A' en 'B'.
Bij deze botsing blijft impuls behouden mits de verhouding tussen mA en mB correct is. Vanwege de symmetrie is de impuls voor en na de botsing omgekeerd van teken en moet de som dus gelijk zijn aan nul:
{\displaystyle \mathbf {} p_{A0}+p_{B0}=\gamma (v)m_{A}v-\gamma (w)m_{B}w=0}
Hieruit volgt de gevraagde massaverhouding. Onderzoeken we nu de impuls in een stelsel S' dat met snelheid 'u' in dezelfde richting beweegt als 'A' en 'B'. In dit stelsel vinden we met de  snelheidstransformatie de snelheden en vervolgens de impulsen voor de botsing:
{\displaystyle \mathbf {} p'_{A0}=\gamma ((v-u)/(1-uv/c^{2}))m_{A}((v-u)/(1-uv/c^{2})=\gamma (u)\gamma (v)m_{A}(v-u)}
{\displaystyle \mathbf {} p'_{B0}=\gamma ((-w-u)/(1+uv/c^{2}))m_{B}((-w-u)/(1+uw/c^{2})=\gamma (u)\gamma (w)m_{B}(-w-u)}
Hierbij is net als in de vorige sectie gebruikgemaakt van de transformatie van de lorentzfactor.
Deze uitdrukkingen lijken op die voor stelsels S, met extra termen.
Voor de totale impuls vinden we:
{\displaystyle \mathbf {} p'_{A0}+p'_{B0}=\gamma (u)\gamma (v)m_{A}(v-u)+\gamma (u)\gamma (w)m_{B}(-w-u)=-\gamma (u)(\gamma (v)m_{A}+\gamma (w)m_{B})u}
Analoog vinden we na de botsing:
{\displaystyle \mathbf {} p'_{A1}=\gamma (u)\gamma (v)m_{A}(-v-u)}
{\displaystyle \mathbf {} p'_{B1}=\gamma (u)\gamma (w)m_{B}(w-u)}
{\displaystyle \mathbf {} p'_{A1}+p'_{B1}=-\gamma (u)(\gamma (v)m_{A}+\gamma (w)m_{B})u}
De totale impuls is niet meer nul in S' maar wel op dezelfde manier veranderd voor en na de botsing. Daarom is ook in dit stelsel (en dus in alle vergelijkbare stelsels) de impuls behouden.
Dit eenvoudige geval vergde al aardig wat rekenwerk. Veel daarvan was analoog aan wat bij de transformatie van impuls (en energie).
Voor het algemene geval kunnen daar beter gebruik van maken.

## Behoud van impuls en energie (het algemene geval)
Met behulp van deze transformaties is veel eenvoudiger aan te tonen dat behoud van impuls (en energie) invariant is tussen inertiaalstelsels. Beschouw hiervoor twee deeltjes 'A' en 'B' die met elkaar botsen of op een andere manier kracht op elkaar uitoefenen. Dit wordt waargenomen in twee stelsels: S en S'. Met behulp van de transformatieformules voor impuls en energie wordt de totale impuls en energie voor de botsing geschreven als:
{\displaystyle \mathbf {} p'_{A||}+p'_{B||}=\gamma (u)(p_{A||}-E_{A}u/c^{2}+p_{B||})-E_{B}u/c^{2})=\gamma (u)((p_{A||}+p_{B||})-(E_{A}+E_{B})u/c^{2})}
{\displaystyle \mathbf {} p'_{A\perp }+p'_{B\perp }=p_{A\perp }+p_{B\perp }}
{\displaystyle \mathbf {} E'_{A}+E'_{B}=\gamma (u)(E_{A}-p_{A||}+E_{B}-p_{B||}))=\gamma (u)((E'_{A}+E'_{B})-(p_{A||}+p_{B||}))}
Terwijl na de botsing:
{\displaystyle \mathbf {} p'_{A||1}+p'_{B||1}=\gamma (u)((p_{A||1}+p_{B||1})-(E_{A1}+E_{B1})u/c^{2})}
{\displaystyle \mathbf {} p'_{A\perp 1}+p'_{B\perp 1}=p_{A\perp 1}+p_{B\perp 1}}
{\displaystyle \mathbf {} E'_{A1}+E'_{B1}=\gamma (u)((E_{A1}+E_{B1})-(p_{A||1}+p_{B||1}))}
wanneer nu in stelsel S impuls (en energie) behouden is:
{\displaystyle \mathbf {} p_{A||}+p_{B||}=p_{A||1}+p_{B||1}}   ,  {\displaystyle \mathbf {} p_{A\perp }+p_{B\perp }=p_{A\perp 1}+p_{B\perp 1}}   ,  {\displaystyle \mathbf {} E_{A}+E_{B}=E_{A1}+E_{B1}},
vindt men met de bovenstaande transformaties eenvoudig:
{\displaystyle \mathbf {} p'_{A||}+p'_{B||}=p'_{A||1}+p'_{B||1}}   ,  {\displaystyle \mathbf {} p'_{A\perp }+p'_{B\perp }=p'_{A\perp 1}+p'_{B\perp 1}}   ,  {\displaystyle \mathbf {} E'_{A}+E'_{B}=E'_{A1}+E'_{B1}}.
Dit betekent dat impuls (en energie) ook in S' behouden zijn. Aangezien de transformatie van {\displaystyle p_{||}} afhangt van de energie en vice versa, is het niet mogelijk om behoud van impuls en energie apart van elkaar aan te tonen. Dit geldt overigens ook in de klassieke mechanica. In symmetrische gevallen is het wel mogelijk behoud van impuls apart te onderzoeken omdat de symmetrie er dan voor zorgt dat energie behouden blijft. Maar, voor het algemene geval, is de bovenstaande aanpak onvermijdelijk.

## Vier-impuls
Omdat energie en impuls aan elkaar verwant zijn, worden ze in een meer geavanceerde aanpak beschreven met behulp van viervectoren:
{\displaystyle \left[E,cp\right]}
waar {\displaystyle E} de energie is en de relativistische impuls {\displaystyle p} (drie-impuls):
{\displaystyle E=\gamma mc^{2}}   ,  {\displaystyle p=\gamma mv}
Ook geldt een invariantie.
De lengte van het vier-impuls van een deeltje wordt als volgt gedefinieerd:
{\displaystyle [E,cp]^{2}=c^{2}p\cdot p-E^{2}}
Deze lengte is invariant (blijft constant). Dat wil zeggen dat alle waarnemers voor een gegeven deeltje dezelfde waarde vinden. Dit volgt uit de transformatieformules voor 'p' en 'E'.

## Afleiding
Om binnen de speciale relativiteitstheorie te kunnen rekenen met kracht en beweging relativistische dynamica), is het voldoende dat een relativistische impuls is gedefinieerd zodat behoud van impuls geldig is in alle inertiaalstelsels.
Toch blijft de vraag of er misschien een andere definitie mogelijk is. Men kan uitgaan van alle mogelijke functies 'p(v)' en onderzoeken welke er voldoen. Recent is dit kort en elegant beschreven door Hu.
In het meest algemene geval zijn 'v' en 'p(v)' driedimensionale vectoren. Het is echter eenvoudig in te zien dat p(v) altijd dezelfde richting heeft als v, terwijl de grootte alleen afhankelijk is van de grootte van v. Dit komt doordat de functie niet mag veranderen door ruimtelijke rotaties, bv. om 'v' zelf:
{\displaystyle \mathbf {} p(v)=h(|v|)v}
Het is nu zaak de functie 'h(|v|)' te bepalen, zodat de resulterende functie p(v) aan de behoudswet voldoet. Dit is niet mogelijk met eendimensionale botsingen, maar wel wanneer wordt uitgegaan van twee dimensies.
We gaan uit van een symmetrische elastische botsing tussen twee identieke deeltjes ('A' en 'B'). Deeltje 'A' heeft in de (horizontale) x-richting voor én na de botsing een snelheid 'v', terwijl de snelheid in de (verticale) y-richting omklapt van 'w' naar '-w'. Deeltje 'B' heeft voor én na de botsing horizontale snelheid '-v', terwijl de verticale snelheid omklapt van '-w' naar 'w'. Dit is een volledig symmetrische voorstelling van een niet-centrale elastische botsing. Door het juiste inertiaalstelsel te kiezen kan iedere elastische botsing op deze manier beschreven worden, maar dat is voor de afleiding niet van belang.
Van belang is wel dat men vanwege de symmetrie eenvoudig ziet dat de impuls in dit stelsel behouden is. De snelheid van de twee deeltjes is immers gelijk en verandert niet door de botsing. Alleen de verticale snelheidscomponent klapt om. Hierdoor is de totale impuls voor en na de botsing zelfs gelijk aan nul.
We introduceren nu een waarnemer met horizontale snelheid 'v'. Voor deze waarnemer heeft deeltje 'A' dus een horizontale snelheid van nul. De horizontale snelheid van deeltje 'B' volgt met relativistische snelheidstransformatie en is {\displaystyle -2v/(1+v^{2})}.
Met dezelfde transformatie vindt men voor de verticale snelheden (voor de botsing):
Voor deeltje A: {\displaystyle {\frac {w}{\sqrt {1-v^{2}}}}}.
Voor deeltje B: {\displaystyle -{\frac {w{\sqrt {1-v^{2}}}}{1+v^{2}}}}.
Na de botsing klapt van de twee verticale snelheden alleen de richting om.
Maar, anders dan in het klassieke geval, is de verticale snelheid van de twee deeltjes voor deze waarnemer niet gelijk.
Voor de impuls volgt, ook voor dit stelsel, met symmetrie dat de horizontale component behouden blijft. Immers, de grootte van de snelheid van elk van de deeltjes is onveranderd na de botsing, de horizontale snelheid van 'A' is nul en die van 'B' verandert niet. Voor de verticale component van de impuls geldt (voor de botsing):
Voor deeltje A: {\displaystyle h\left({\frac {w}{\sqrt {1-v^{2}}}}\right){\frac {w}{\sqrt {1-v^{2}}}}}
Voor deeltje B: -{\displaystyle h\left({\sqrt {({\frac {2v}{1+v^{2}}})^{2}+({\frac {w{\sqrt {1-v^{2}}}}{1+v^{2}}})^{2})}}\right){\frac {w{\sqrt {1-v^{2}}}}{1+v^{2}}}}
Aangezien ook de verticale impuls van de twee deeltjes na de botsing slechts van richting omklapt, moet de grootte van deze twee impulsen gelijk zijn. Daaruit is de functie h() te bepalen. Dit gaat echter veel eenvoudiger door nu aan te nemen dat w veel kleiner is dan v.
Deeltje 'A' is voor de waarnemer nu niet-relativistisch, zodat h() voor dit deeltje gelijk is aan de (rust)massa 'm'. Voor deeltje 'B' geldt dat de bijdrage van w in h() kan worden weggelaten zodat:
{\displaystyle m{\frac {w}{\sqrt {1-v^{2}}}}=h\left(|{\frac {2v}{1+v^{2}}}|\right){\frac {w{\sqrt {1-v^{2}}}}{1+v^{2}}}}
en dus:
{\displaystyle h\left(|{\frac {2v}{1+v^{2}}}|\right)=m{\frac {1-v^{2}}{1+v^{2}}}=m{\sqrt {1-({\frac {2v}{1+v^{2}}})^{2}}}=m\gamma ({\frac {2v}{1+v^{2}}})}.
Hiermee is aangetoond dat {\displaystyle \mathbf {} h(|v|)=\gamma (v)m}, het product van rustmassa en lorentzfactor. Hoewel hiermee nog niet is aangetoond dat de gebruikelijke definitie van impuls in alle gevallen voldoet aan de wet van behoud van impuls. Dat is hierboven al gedaan. Maar wel is aangetoond dat dit de enige mogelijke definitie is voor de relativistische impuls.